# Obydlí zvěrokleštiče v Komni
Obydlí zvěrokleštiče je památkově chráněný venkovský domek z roku 1850, který se nachází v obci Komňa ve Zlínském kraji. V domku je umístěna expozice, která přibližuje dnes již zaniklé řemeslo zvěrokleštičství, a současně slouží jako ukázka bydlení ve 2. polovině 19. století. Jeho světnice je zároveň využívána ke kulturním a folklórním účelům.

## Život původních obyvatel

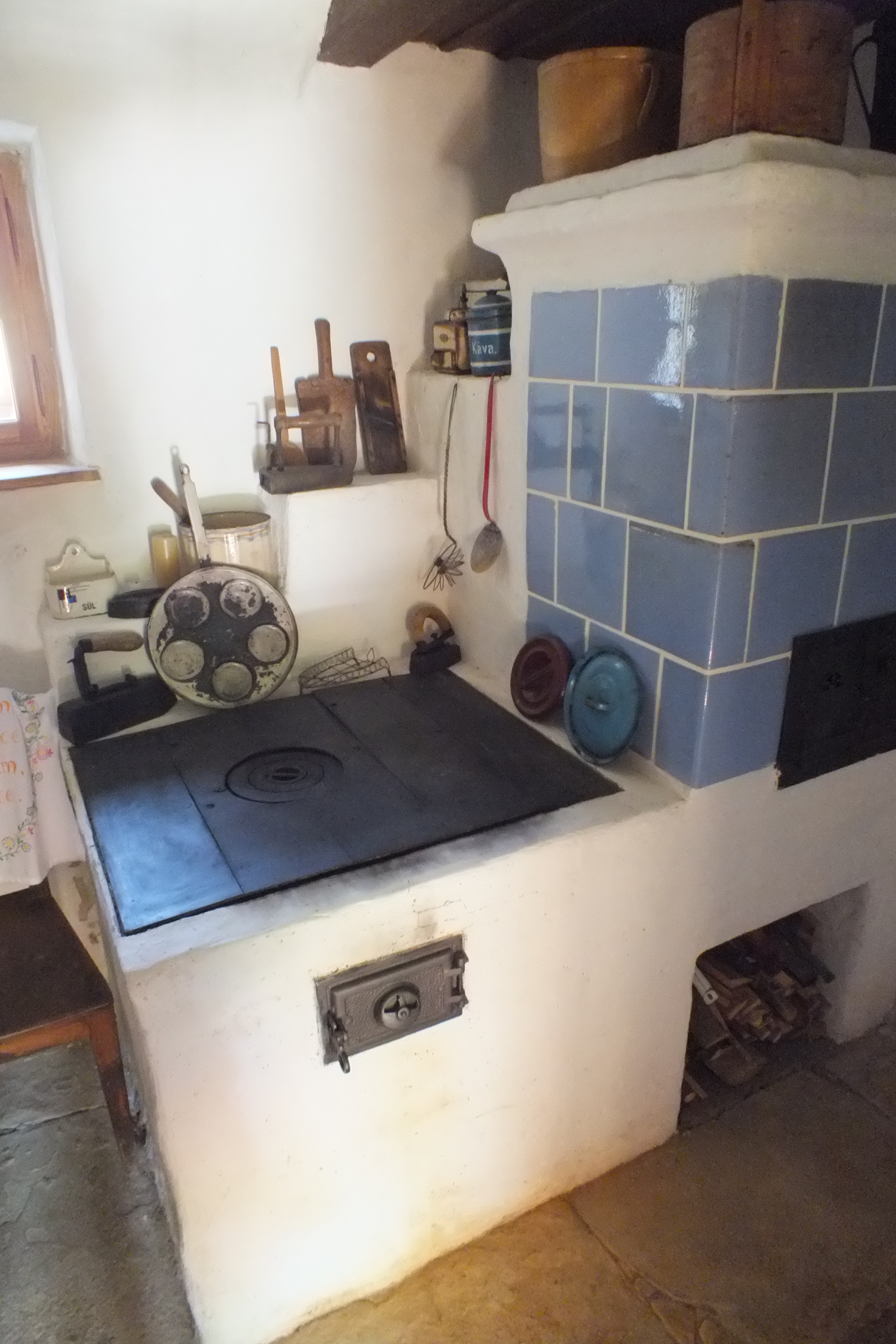
Kuchyně

Původním majitelem domu, který dnes nese číslo popisné 6, byl drobný zemědělec František Toman, po jehož smrti hospodářství převzal jeho syn Karel Toman s manželkou Terezií. Karel Toman během 1. světové války bojoval jako rakousko-uherský voják na ruské frontě, a protože po válce hospodářství k obživě rodiny nestačilo, vyrážel do světa jako zvěrokleštič. Toto řemeslo bylo v Komni mnohem rozšířenější než jinde – v době jeho největšího rozmachu zde žilo až 220 zvěrokleštičů, označovaných také jako miškáři.
Karel Toman měl se svou manželkou, rozenou Haluzovou, pět dětí, z nichž dospělosti se dožily jen dcery Emilie a Marie. Hospodářství po něm převzala Emilie, která se provdala za Martina Mlčůcha a měla dva syny, Františka a Bohumila. Marie s nimi žila ve společné domácnosti a zemřela neprovdaná ve věku 42 let. Zemědělské hospodaření zde skončilo roku 1955, kdy rodina byla nucena odevzdat dobytek do jednotného zemědělského družstva.
Dům měl obytnou a hospodářskou část. Obytnou část tvořila světnice a s ní sousedící malá kuchyň. Ve světnici byla nejprve hliněná a později dřevěná podlaha a v jednom rohu stála po strop vysoká kachlová kamna. Obyvatelé spali na režné slámě, která se přikryla hrubým prostěradlem. Hospodářská část sestávala z komory, kde se skladovalo nářadí a zásoby brambor a řepy, dále z chléva a tzv. „mlatevni“, kde se mlátilo obilí a bylo uloženo hospodářské nářadí s povozem. Pod střechou byla půda, kde se skladovalo seno pro dobytek, které současně tvořilo tepelnou izolaci. Před domem byla malá zahrádka se studnou, zeleninovými záhony, několika ovocnými stromy a s hnojištěm.

## Kulturní památka

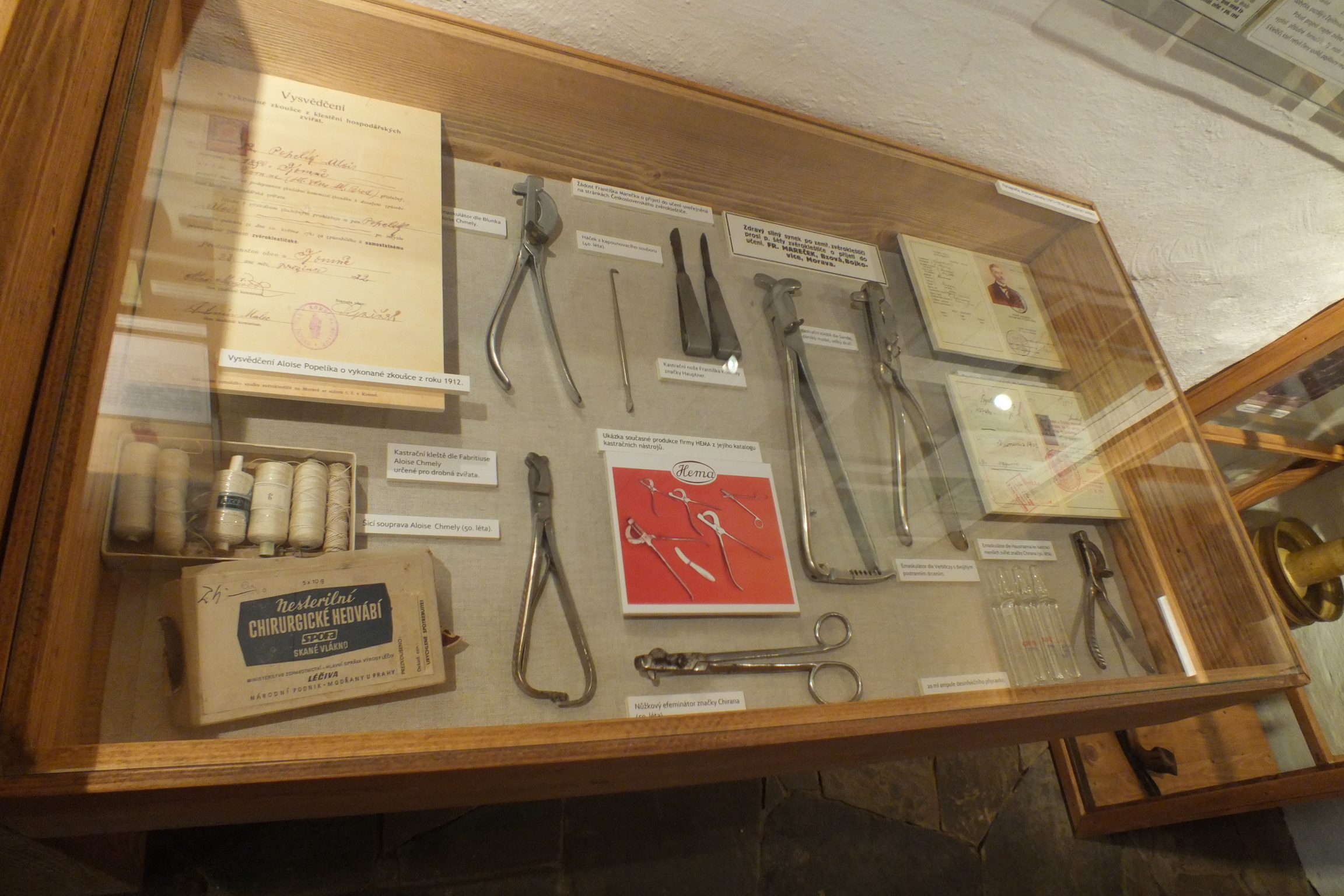
Vystavené zvěrokleštičské nástroje

Poslední majitelé žili v domě do roku 2005. V roce 2006 dům zakoupila obec Komňa a s ohledem na jeho zchátralý stav ho nechala za použití tradičních stavebních materiálů a technologií s podporou Zlínského kraje opravit. Roku 2008 pak byl rozhodnutím Ministerstva kultury České republiky prohlášen za kulturní památku. Po rozsáhlé rekonstrukci byl dům vybaven dobovým nábytkem, zčásti přemístěným z depozitářů místního Památníku J. A. Komenského a z části také z darů občanů Komni. Veřejnosti byl otevřen v červenci roku 2009 a ještě téhož roku zvítězil v soutěži Zlínského kraje Lidová stavba roku.